# Rádio FM
Rádio_FM (Slovenský rozhlas 4) – czwarta rozgłośnia radiowa Slovenskego rozhlasu. Jest to stacja muzyczna, prezentująca gatunki alternatywne głównie zespołów słowackich. Wieczorem nadawana jest muzyka zespołów światowych takich gatunków jak: ambient, dubstep, IDM, electro, folktronica, glitch, new school, old school, rock alternatywny, hip-hop, drum and bass, breakbeat, UK garage, Nu jazz, house, hard rock oraz metal. Jako pierwsze radio na Słowacji oferuje usługę podcasting.

## Historia
Historia tej radiostacji sięga 5 stycznia 1987, kiedy powstał blok audycji dla młodzieży Radio Elán. 4 września 1988 w wyniku połączenia Rádia Elán oraz czeskiego Mikrofórum powstał program E + M, który działał do 31 grudnia 1990. 4 marca 1991 powstało Rock FM Rádio. Jako pierwsze radio na Słowacji zaczęło nadawać w dwudziestoczterogodzinnym trybie nadawania. 3 listopada 2004 rozgłośnia zmieniła nazwę na Rádio_FM.

## Słuchalność
Rádio_FM ma słuchalność 2,0%, przez co jest dziewiątą najbardziej słuchaną rozgłośnią radiową według badań Market & Media & Lifestyle Median SK.

## Nadajniki
| Nadajniki Rádia_FM                   | Nadajniki Rádia_FM | Nadajniki Rádia_FM | Nadajniki Rádia_FM |
| Lokalizacja                          | Częstotliwość      | ERP                | Uwagi              |
| ------------------------------------ | ------------------ | ------------------ | ------------------ |
| Zwoleń – Malá Stráž                  | 89,0 MHz           | 1 kW               |                    |
| Bratysława – Kamzík                  | 89,3 MHz           | 10 kW              |                    |
| Dolný Kubín – Veľký Bysterec – Za... | 91,7 MHz           | 0,5 kW             |                    |
| Čadca – Jurošovský vrch              | 91,8 MHz           | 0,5 kW             |                    |
| Martin – Bystrička - Krásna          | 91,8 MHz           | 0,5 kW             |                    |
| Trzciana – Uhlisko                   | 91,9 MHz           | 10 kW              |                    |
| Żylina – Dubeň                       | 91,9 MHz           | 0,5 kW             |                    |
| Żylina – Krížava                     | 94,5 MHz           | 20 kW              |                    |
| Łuczeniec – Blatný vrch              | 98,0 MHz           | 10 kW              | 18:00-6:00         |
| Modrý Kameň – Španí Laz              | 98,3 MHz           | 10 kW              | 18:00-6:00         |
| Żar nad Hronem – Šibeničný vrch      | 98,4 MHz           | 0,5 kW             |                    |
| Lubowla – Kotník                     | 98,9 MHz           | 10 kW              |                    |
| Koszyce – mesto, Werferova ul.       | 101,2 MHz          | 1 kW               |                    |
| Trenczyn – Nad Oborou                | 101,2 MHz          | 10 kW              |                    |
| Trebišov – Bánovce nad Ondavou       | 101,3 MHz          | 10 kW              |                    |
| Preszów – Pod Šibeňom                | 101,5 MHz          | 0,5 kW             |                    |
| Bardejów – Stebnícka Magura          | 101,7 MHz          | 10 kW              |                    |
| Rużomberk – Úložisko                 | 102,1 MHz          | 5 kW               |                    |
| Borský Mikuláš – Mária Magdaléna     | 102,8 MHz          | 1 kW               |                    |
| Nowe Zamki – Elektrosvit             | 102,8 MHz          | 1 kW               |                    |
| Štúrovo – Modrý vrch                 | 103,7 MHz          | 10 kW              |                    |
| Poprad – Kráľova hoľa                | 104,3 MHz          | 30 kW              |                    |
| Bańska Bystrzyca – Laskomer          | 105,4 MHz          | 2 kW               |                    |
| Rożniawa – Dievčenská skala          | 105,9 MHz          | 1 kW               | 18:00-6:00         |
| Snina – Magurica                     | 107,6 MHz          | 10 kW              |                    |